# روبرت سميث (مؤرخ)
روبرت سميث (بالإنجليزية: Robert Smith)‏ هو مؤرخ نيجيري، ولد في 31 يناير 1919 في المملكة المتحدة، وتوفي في 29 نوفمبر 2009 في لندن في المملكة المتحدة.